# Mary Roach

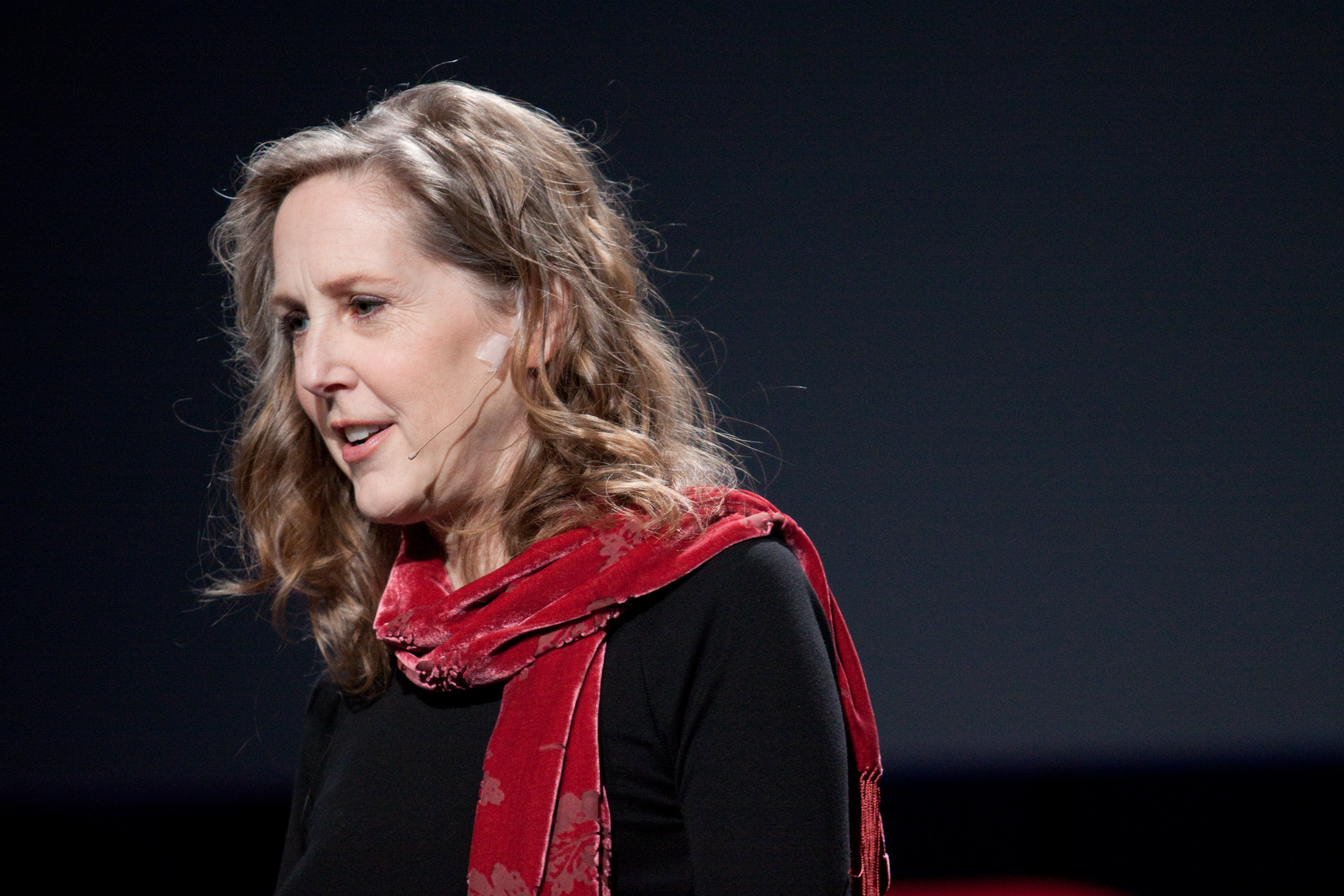
Mary Roach bei TED (2009)

Mary Roach (* 1959 in Etna (New Hampshire), Vereinigte Staaten) ist eine US-amerikanische Kolumnistin und Autorin populärwissenschaftlicher Sachbücher.

## Leben
Sie erwarb einen Bachelor in Psychologie an der Wesleyan University. Ihre Karriere als Schriftstellerin begann bei der Zoologischen Gesellschaft in San Francisco, für die sie Pressemitteilungen verfasste. 1986 verkaufte sie eine Glosse über die Steuer-Behörde IRS an den San Francisco Chronicle. Darauf folgte eine Reihe humoristischer Essays für Zeitschriften wie Sports Illustrated, Vogue, The New York Times Magazine, Discover, Outside, Reader’s Digest und GQ.
Ihr Buch Gulp: Adventures on the Alimentary Canal (Oneworld) stand auf der Shortlist des Royal Society Winton Prize for Science Books 2014. Diese britische Auszeichnung ist dotiert mit £2500 Preisgeld für die Nominierten.

## Bücher
- Stiff: The Curious Lives of Human Cadavers. 2003, ISBN 978-0-393-32482-2

deutsch: Die fabelhafte Welt der Leichen. DTV, München 2005, ISBN 978-3-421-05584-2; Übersetzt aus dem Englisch von Michaela Grabinger: Riva, München 2012, ISBN 978-3-86883-249-5.
- Spook: Science Tackles the Afterlife. 2005[3][4], tw. auch vertrieben unter dem Titel Six Feet Over: Adventures in the Afterlife. ISBN 978-0-393-32912-4
- Bonk: The Curious Coupling of Science and Sex. 2008[5][6] ISBN 978-0-393-06464-3

deutsch: Bonk: Alles über Sex – von der Wissenschaft erforscht: Wenn Sex und Wissenschaft sich paaren. Fischer 18229, München 2009, ISBN 978-3-596-18229-9.
- Packing for Mars: The Curious Science of Life in the Void. 2010, ISBN 978-0-393-06847-4

deutsch: Was macht der Astronaut, wenn er mal muss? Eine etwas andere Geschichte der Raumfahrt. rororo 62790, Reinbek bei Hamburg 2012, ISBN 978-3-499-62790-3
- Gulp: Adventures in the Alimentary Canal. 2013, ISBN 978-0-393-08157-2

deutsch: Schluck. Auf Entdeckungsreise durch unseren Verdauungstrakt (Übersetzt von Katrin Behringer). DVA, München 2014, ISBN 978-3-421-04640-6.
- Fuzz: When Nature Breaks the Law. W. W. Norton, New York 2021, ISBN 978-1-324-00193-5.